# ペレ・ポンス
ペレ・ポンス・リエラ（Pere Pons Riera  ，1993年2月20日 - ）は、スペイン・カタルーニャ州ジローナ県サン・マルティ・ベル出身のプロサッカー選手。キプロス・ファーストディビジョンのAEKラルナカに所属している。ポジションはMF。

## クラブ経歴
9歳の時に地元のジローナFCのカンテラに入団。2012年にトップチームに昇格。Cチームを経て9月13日のコパ・デル・レイのスポルティング・デ・ヒホン戦でプロデビュー。3日後の16日のセグンダ・ディビジョンのUDラス・パルマス戦で、リーグ戦初出場。2013年10月のCEサバデル戦でプロ初ゴールを記録。2014年1月から半年間はローン移籍を経験した。
その後、2014年夏に就任したパブロ・マチン監督によって先発に定着。11月21日に2017年までの契約を締結。以降主力選手に成長し、2016-17シーズンはセグンダ・ディビシオンで2位で終え、チーム創設85年目で初のラ・リーガ昇格が実現した。
2017年8月15日に、2020年までの契約を締結。2日後の2017-18シーズン開幕戦のアトレティコ・マドリード戦で、トップリーグ初出場。同シーズンは31試合に出場し、リーグ10位に貢献した。
2019年7月4日、デポルティーボ・アラベスと3年契約を結んだ。。

## 代表経歴
2016年12月28日に、カタルーニャ州選抜の一員として、チュニジア選抜に出場した。

## VARによる騒動
2018年9月23日のカンプ・ノウでのFCバルセロナ戦で、騒動が発生。前半36分にクレマン・ラングレと激しく競り合ったポンスは、ラングレと共に転倒。その際、主審のヒル・マンサーノはビデオ・アシスタント・レフェリー (VAR) による裁定に委ねる。その結果、ラングレの肘がポンスの顔面に直撃していたとして、マンサーノ主審はラングレに一発退場を宣告した。しかしポンスは試合後、「はじめは僕のファウルだと思っていた。すぐに彼（ラングレ）に謝ったら、彼に退場処分が下されていた」と主張。一方、バルセロナ側も試合後にエルネスト・バルベルデ監督、ジェラール・ピケ、セルヒオ・ブスケツらが「非常におかしい」と不満を述べる事態となった。試合の方はクリスティアン・ストゥアーニの2ゴールで一時は2-1と逆転したジローナだったが、後半18分にピケに同点ゴールを決められ、2-2で終了。試合後ポンスは「いい結果を得られたと思う」と振り返った。因みに、この日がバルセロナ移籍後初出場ながら、不運な形での退場処分となったラングレだったが、出場停止は1試合のみとなり、以降は同胞のサミュエル・ユムティティの負傷欠場などもあり、先発に定着している。